# Спільники («Доктор Хто»)
Спільники (англ. Partners in Crime) — перший епізод четвертого сезону поновленого британського науково-фантастичного телесеріалу «Доктор Хто». Уперше транслювався на телеканалі BBC One 5 квітня 2008 року. В епізоді повертається Донна Ноубл (грає Кетрін Тейт), яка раніше з'являлась у різдвяному спецвипуску 2006 року «Наречена-утікачка».
Події епізоду відбуваються у Лондоні. Донна та Десятий Доктор зустрічаються під час того, як вони окремо один від одного досліджують компанію «Adipose Industries», якою були розроблені революційні пігулки для схуднення. Разом вони намагаються зупинити смерть тисяч людей у Лондоні після того, як керівник компанії, іншопланетянка місіс Фостер (грає Сара Ланкашир), забезпечує народження адіпоузів — невисоких білих прибульців, створених з людського жиру.
Іншопланетяни адіпоузи були створені за допомогою програмного пакету «MASSIVE», який зазвичай використовується для створення натовпу у фантастичних та науково-фантастичних фільмах.
В епізоді «Спільники» відбувається повернення трьох повторюваних персонажів: Сильвія Ноубл (грає Жаклін Кінг) — мати Донни, яка уперше з'явилась в епізоді «Наречена-утікачка» та Вільфред Мотт (грає Бернард Криббінс) — батько Донни, який уперше з'являється у «Мандрівці проклятих», замінюючи персонажа Джоффа Ноубл, актор якого Говард Атфілд помер, а також Біллі Пайпер, яка коротко грає роль Роуз Тайлер вперше після фіналу другого сезону «Судний день» (2006).
Епізод отримав багато позитивних відгуків. Більшості критиків сподобалися спецефекти, які використовувались для створення адіпоузів. Критики також похвалили покірну гру Кетрін Тейт порівняно з «Нареченою-утікачкою». Думки критиків щодо сюжету епізоду були змішані: думка про сценарій виконавчого продюсера Расселла Ті Девіса варіювалася від «чистого задоволення» до «задньої частини упаковки цигарок».